# 경주 호우총 출토 청동 ‘광개토대왕’명 호우
경주 호우총 출토 청동 ‘광개토대왕’명 호우(慶州 壺杅塚 出土 靑銅 ‘廣開土大王’銘 壺杅)은 1946년에 은령총과 함께 발굴한 호우총(140호 고분, 노서동 213번지)에서 출토된 유물로 현재 국립중앙박물관에 소장되어 있다. 2015년 9월 2일 대한민국의 보물 제1878호로 지정되었다.

## 개요
경주 호우총 출토 청동 ‘광개토대왕’명 호우는 1946년에 은령총과 함께 발굴한 호우총(140호 고분, 노서동 213번지)에서 출토된 유물로현재 국립중앙박물관에 소장되어 있다.
호우의 외형은 위아래의 높이가 거의 유사한 몸체와 뚜껑으로 이루어졌는데, 뚜껑의 중앙부로 가면서 반구형으로 솟아오르다 정상부에 연봉형의 꼭지가 달려있는 모습이다.
꼭지 주변에는 두터운 10엽의 화문을 둘렀고 그 주위를 돌아가며 1줄의 융기동심원과 다시 간격을 두고 3줄의 융기동심원을, 외연부 조금 못미친 곳에도 3줄의 융기동심원을 시문하였다. 직립된 뚜껑의 구연 아래로 동체가 놓여 있는데 아래로 가면서 둥글게 좁아지다가 하저부를 평편한 바닥으로 처리하였다. 측면에도 구연에 한줄, 몸체 중앙에 세줄, 아래쪽에 세줄, 바닥에 연결되는 부분에 한줄의 융기동심원을 둘렀다. 동체의 구연 한쪽면이 발굴당시부터 손상되어 현재는 새롭게 복원하여 붙인 상태이며 바닥면도 갈라진 부분을 보수하였지만 대체로 전체적인 보존상태는 양호한 편이다.
명문은 그릇의 밑면에 4행 4자씩 총 16자(乙卯年國罡(岡)上廣開土地好太王壺杅十, 을묘년국강상광개토지호태왕호우십)가 새겨져 있다. 주조 당시부터 외형틀에 음각으로 새겨 넣음으로써 두터운 양각명으로 돌출된 것을 알게 되었다. 명문 상단에 보이는 ‘＃’의 표시는 다른 고구려 유물에서 간혹 등장하는 기호로서 어떤 상징적 의미를 지니고 있다고 알려져 있지만 아직까지 명확히 규명되지 않고 있다.
이 명문을 통해 고구려의 그릇이 교류를 통해 신라의 왕릉에까지 묻힌 사실을 파악할 수 있게 되어 당시 신라와 고구려의 대외 교류나 정치적 관계를 살펴 볼 수 있는 중요한 유물로 평가받아 왔다. 이러한 역사적 중요성과 함께 청동호우는 희소한 고구려 금속공예품이라는 점과 함께 명문을 지닌 삼국시대 고분의 편년자료라는 점에서 그 가치는 더욱 높다.

## 호우총
호우총은 경상북도 경주시 노서동에 있는 신라 시대의 무덤으로 경주 노서리 고분군(사적 제39호)에 속해 있다.
호우총은 1946년에 발굴되었다. 이는 광복 후 한국 사람에 의해 발굴된 최초의 사례이다.
호우총은 종래에는 '140호 고분'이라 불렸는데, 고구려 광개토 대왕을 기념하여 을묘년(415년)에 만들었다는 글씨가 새겨진 청동 호우(청동 그릇)가 발견되어 이름을 '호우총'이라 하였다.
무덤의 발견은 인근에 사는 한 주민이 집 뜰에 호박을 심으려고 땅을 파다가 우연히 순금으로 된 신라의 귀고리를 발견한 것이 단서가 되어 광복 이듬해인 1946년 5월 처음으로 발굴되었다.
그리고 여기에서는 도깨비 모양의 화살통 장식도 나왔다. 이 밖에도 파손된 금동관, 토기, 목칠기, 금동으로 만든 둥근 손잡이 큰 칼 등 50여 점의 유물이 발굴되었다.

## 같이 보기
- 경주 노서리 고분군 (사적 제39호)

## 참고 자료
- 경주 호우총 출토 청동 ‘광개토대왕’명 호우 - 국가유산청 국가유산포털